# Ярва-Яані
Я́рва-Я́ані (ест. Järva-Jaani alev) — містечко в Естонії, адміністративний центр волості Ярва повіту Ярвамаа.

## Населення
Чисельність населення на 31 грудня 2011 року становила 999 осіб.

## Географія
Через населений пункт проходить автошлях 39 (Тарту — Йиґева — Аравете). Від містечка починаються дороги 15120 (Роосна-Алліку — Ярва-Яані), 15127 (Ярва-Яані — Пікевере — Ебавере), 15128 (Ярва-Яані — Тамсалу — Кулленґа), 15143 (Сейдла — Ярва-Яані), 15153 (Пеетрі — Ярва-Яані), 15154 (Ярва-Яані — Кодазема).

## Історія
26 вересня 1950 року, після скасування в Естонській РСР повітового та волосного поділу, селище міського типу (alev) Ярва-Яані ввійшло до складу новоутвореного Пайдеського сільського району.
26 березня 1987 року знижено статус селища міського типу Ярва-Яані до сільського селища (alevik) з підпорядкуванням Ярва-Яаніській сільській раді.
З 26 вересня 1991 до 21 жовтня 2017 року населений пункт входив до складу волості Ярва-Яані й був її адміністративним центром.
2 червня 2005 року селище Ярва-Яані знову отримало статус містечка.

## Пам'ятки

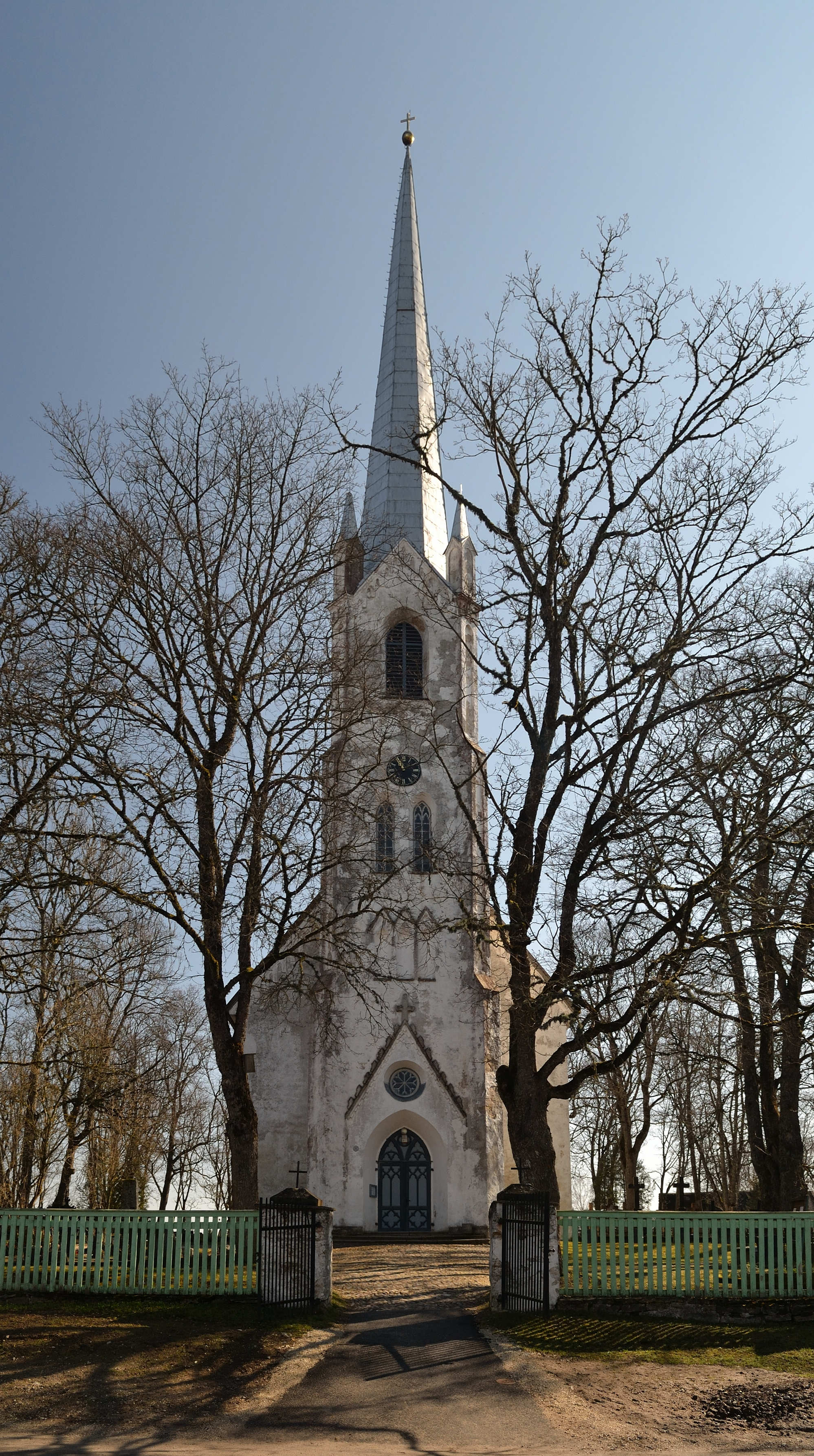
Кірха Івана Хрестителя

- Лютеранська кірха Івана Хрестителя (Järva-Jaani Ristija Johannese kirik), пам'ятка архітектури[5]
- Музей протипожежної охорони (Järva-Jaani tuletõrjemuuseum)

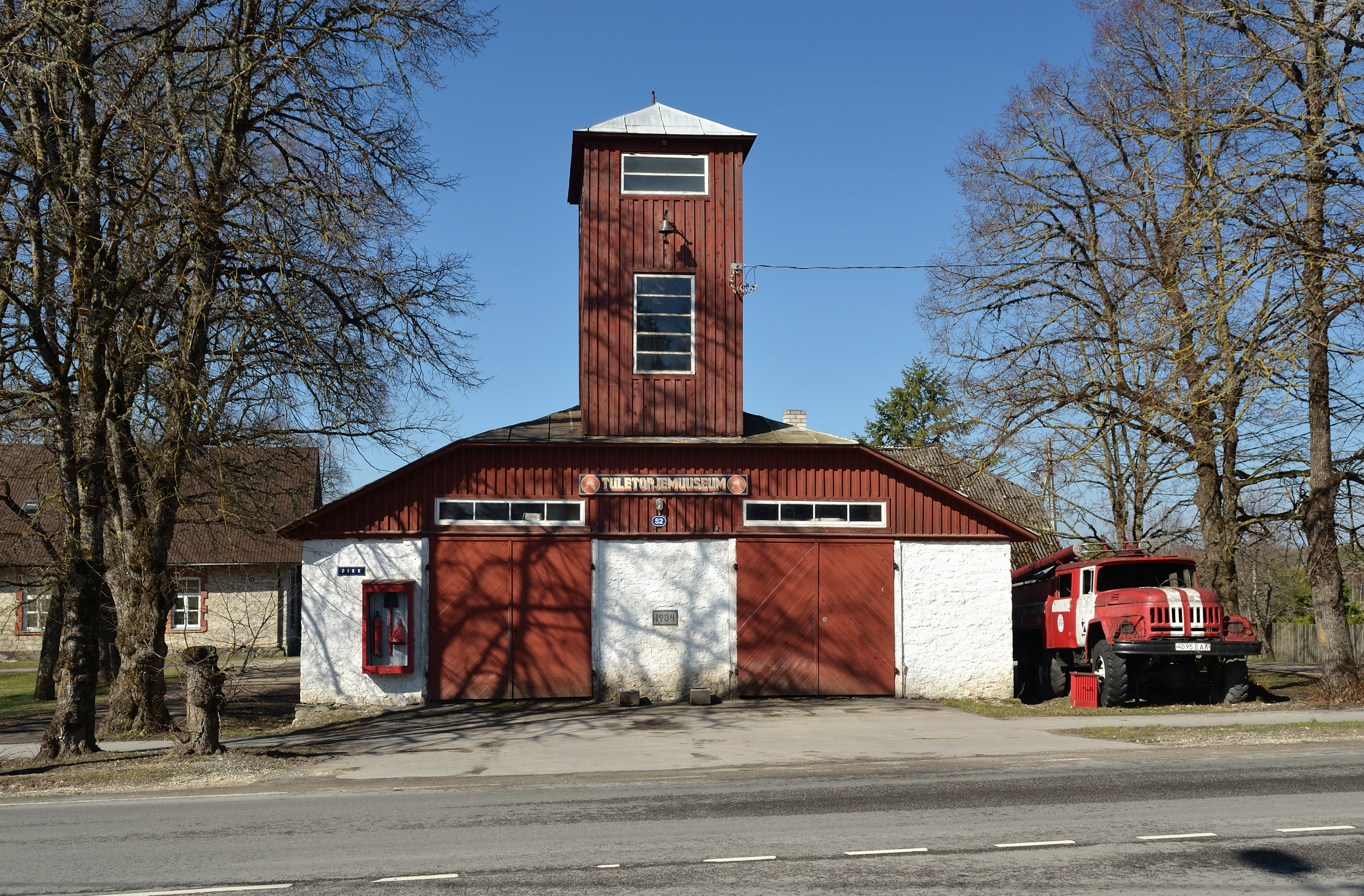
Музей протипожежної охорони